# Alopecia frontal fibrosante

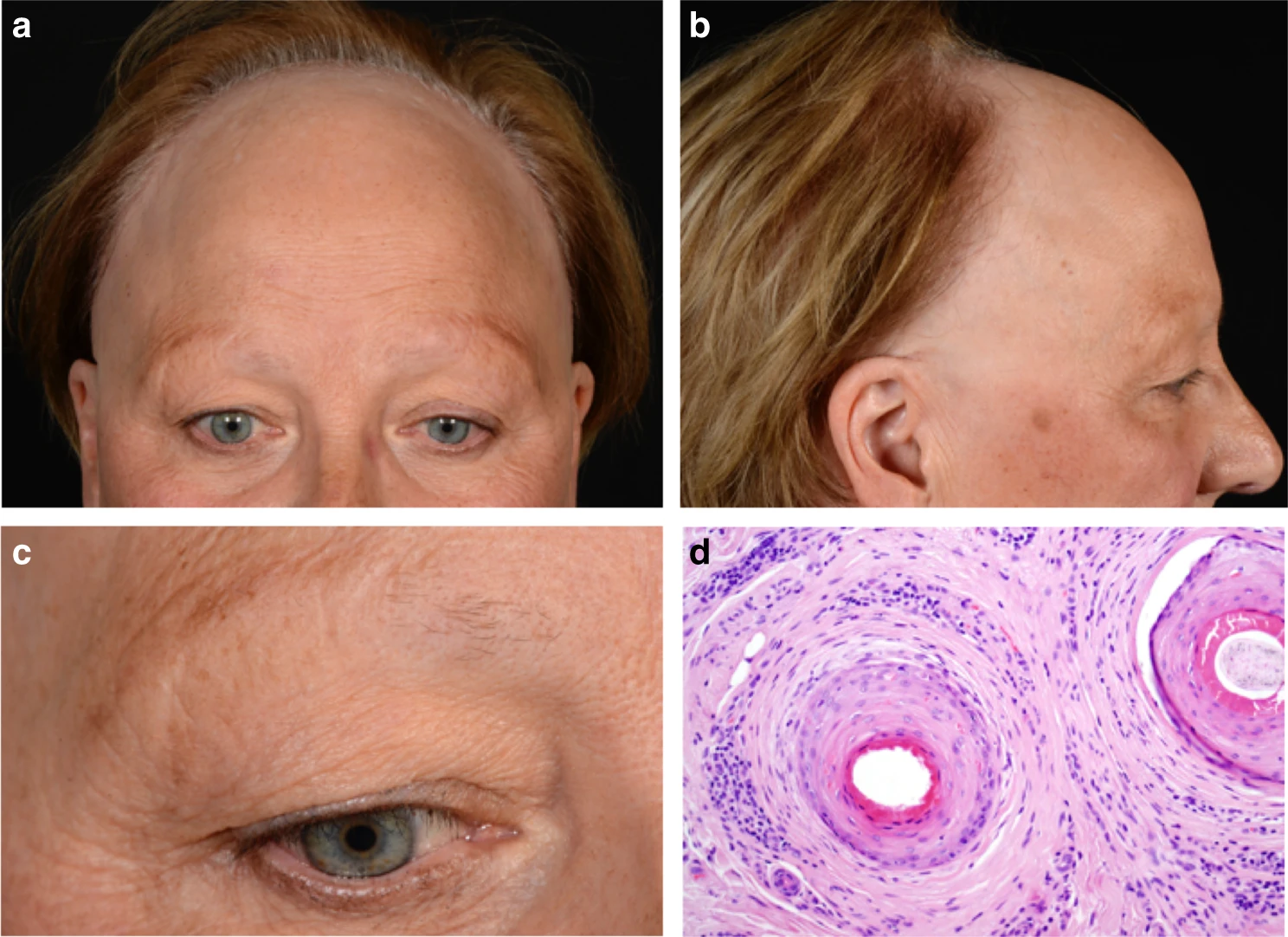
Alopecia frontal fibrosante

La alopecia frontal fibrosante es un tipo particular de alopecia (pérdida de cabello) poco habitual, que suele presentarse en mujeres a partir de los 50 años, principalmente después de la menopausia. Se caracteriza porque retrocede progresivamente la zona de implantación del cabello en la región frontal y temporal, perdiéndose también el pelo en las cejas y a veces en las axilas. La primera descripción fue realizada por Kossard en el año 1994.

## Evolución
La enfermedad afecta a mujeres y progresa lentamente durante años, los primeros síntomas se presentan entre los 45 y 82 años, por término medio a los 63. Solo en un 5% de los casos se inicia antes de la menopausia.

## Causas
El origen del proceso no se conoce, para algunos especialistas se trata de una variedad de otra enfermedad de la piel conocida como liquen plano.